# Cruz de Hierro (León)
La Cruz de Hierro (Cruz de Ferro, denominación usada por organismos oficiales, en gallego, Cruz de Fierro en leonés) es un crucero que se halla en el punto más alto del Camino de Santiago Francés, a unos 1500 m s. n. m. Está situado entre las localidades españolas de Foncebadón y Manjarín, pertenecientes al municipio de Santa Colomba de Somoza (León).

## Descripción

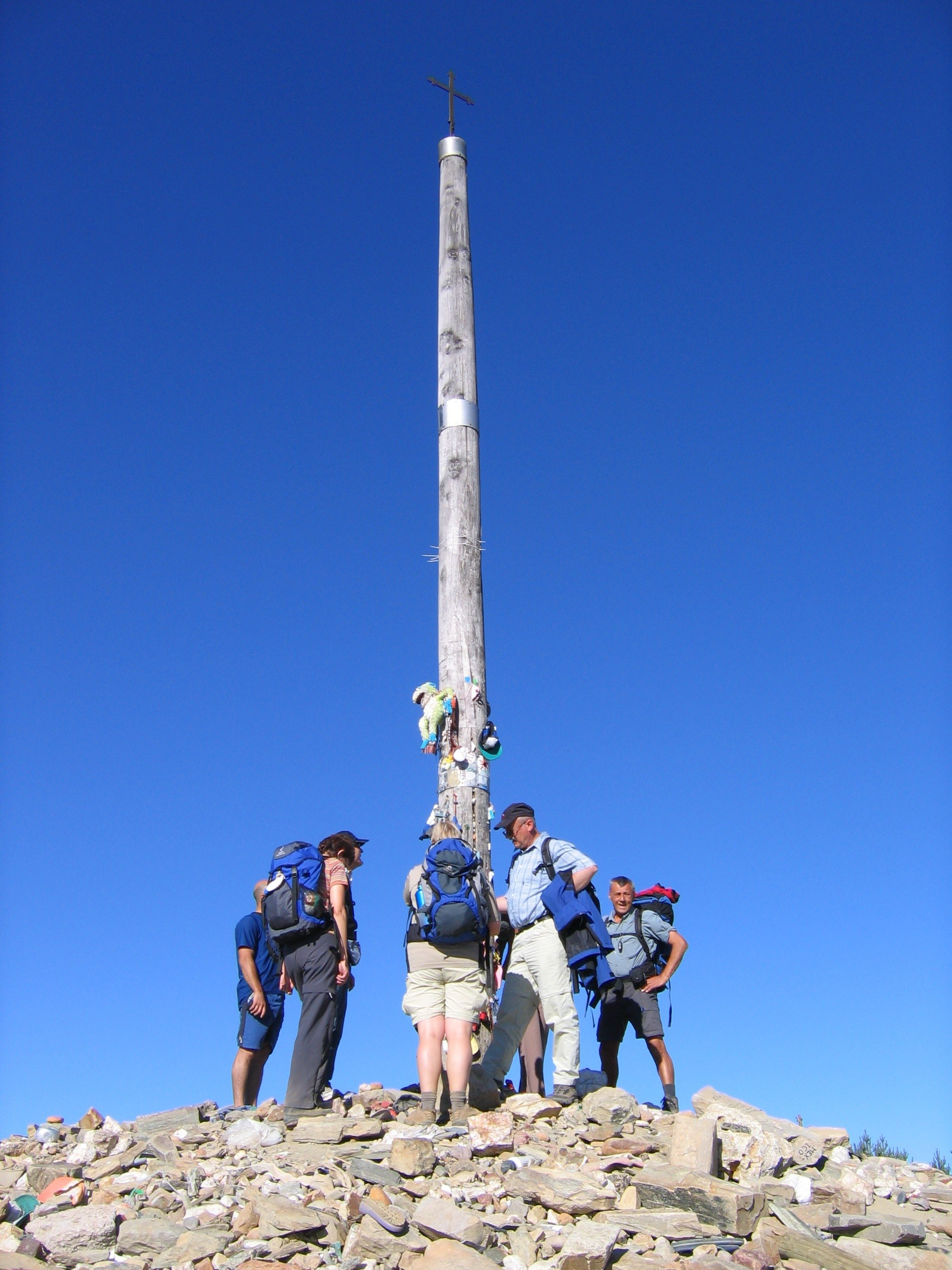
Un grupo de peregrinos junto a la Cruz

Está formada por un poste de madera de unos cinco metros de alto coronado por una cruz de hierro, réplica de la original conservada en el Museo de los Caminos de Astorga. El conjunto ha sufrido varias agresiones, siendo cortado el poste y sustraída la cruz.
En su base, con el paso de los años, se ha ido formando un montículo. Una leyenda cuenta que cuando se construyó la catedral de Santiago de Compostela se pidió a los peregrinos que contribuyeran trayendo piedra. En todo caso, la tradición es lanzar una piedra, traída del lugar de origen del peregrino, de espaldas a la cruz para simbolizar que se ha dejado atrás el puerto.

## Historia y tradición

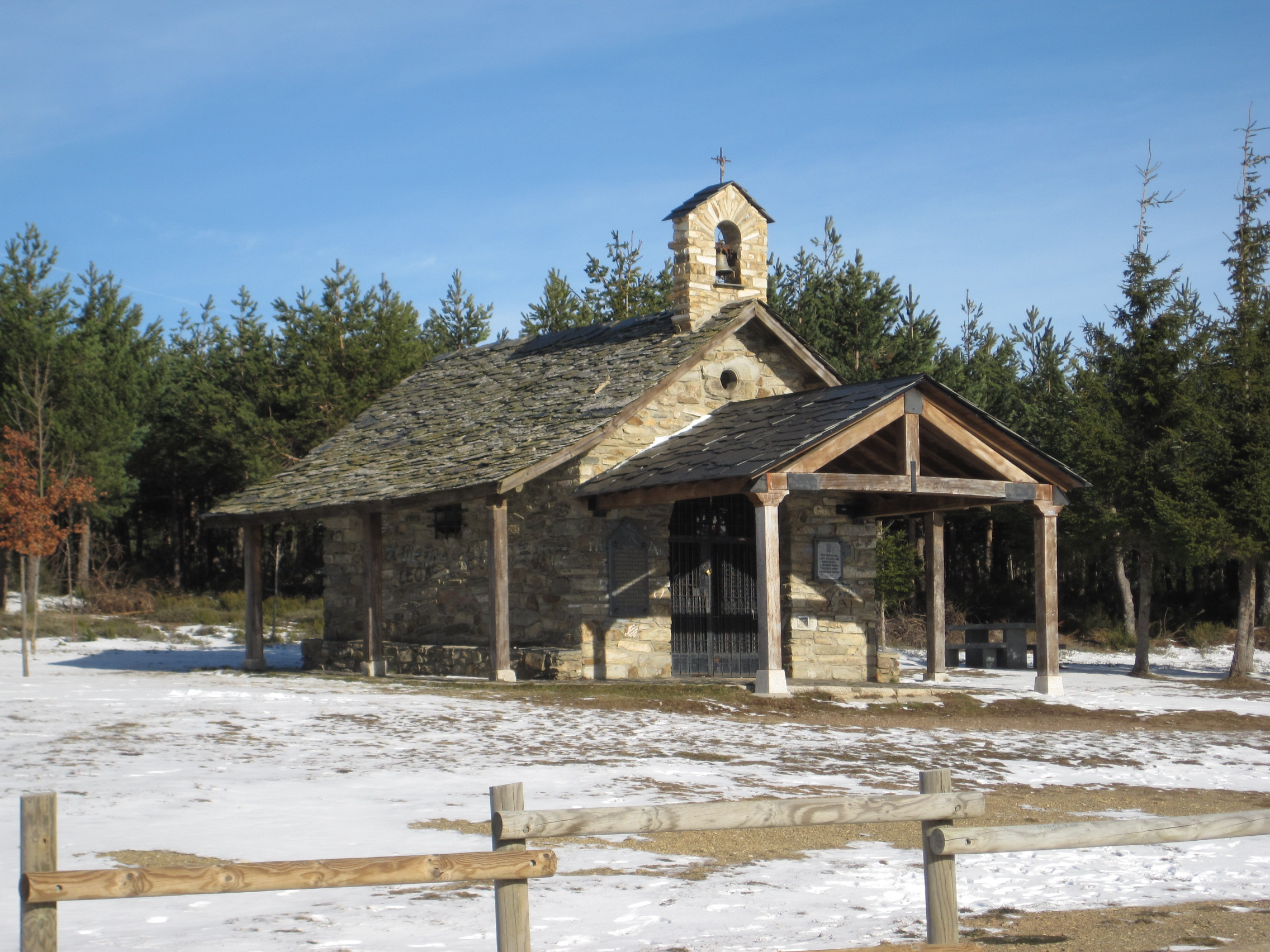
Ermita de Santiago, junto a la Cruz

Sobre el origen de la cruz hay varias teorías: pudo ser erigida con el fin de señalar el Camino cuando las frecuentes nevadas lo ocultan de la vista. Asimismo, su origen puede encontrarse en época romana, en los hitos que marcaban la separación de dos circunscripciones territoriales, mientras que para otros se trata de un amontonamiento de guijarros, llamados Montes de Mercurio, que desde época celta erigían los caminantes en lugares estratégicos de los caminos y que luego se cristianizaron con cruces. En este caso, la costumbre se cristianizaría tras ser colocada la cruz a principios del siglo XI por Gaucelmo, abad de la alberguería de Foncebadón y Manjarín. Más adelante serían los segadores gallegos en su camino por estas tierras leonesas hacia Castilla, a donde iban a trabajar, los que continuarían con la tradición depositando una piedra a su paso, llamándolo por entonces Cruz de Ferro.
En 1982 fue construida junto a la Cruz una capilla dedicada al apóstol Santiago, y el Centro Gallego de Ponferrada celebra la festividad de Santiago en el lugar con una romería que congrega a cientos de personas y atrae la visita de distintas personalidades.

## La Cruz en la literatura
Una de las referencias más antiguas a la Cruz se encuentra en la obra de Alonso de Castillo Solórzano: «Ellos que habían subido a la cumbre del áspero puerto del Rabanal, topáronse en el primero llano con la Cruz de Ferro, tan nombrada de los que caminan por aquella tierra, y hallando buena ocasión Marcos, que la había visto otra vez que se le ofreció ir a Astorga, dijo a su compañía: -Dominga; ésta es aquella Cruz de Ferro tan conocida de todos los de nuestra tierra, a quien las doncellas de allá, que pasan por aquí, hacen su oración, pero no el voto que dicen, de no volver como pasaron»; «... en la tal información supo cuán cerca estaba de la Cruz de ferro, tan nombrada en aquella tierra; pasó por cerca della y hízola oración, sin tener cuidado de la promesa que todas las gallegas la hacen...».
Igualmente, Martín Sarmiento en su obra Escritos sobre "el meco" y la "cruz de ferro" (reeditada en 1992). Fernando Sánchez Dragó, en su obra Gárgoris y Habidis, dice: «Hasta hace algunos años, grupos de segadores bajaban a trabajar en los trigales castellanos por la vereda de las Portillas y, precisamente al llegar al Bierzo, volvían los ojos atrás y tiraban una piedra al pie de la Cruz do Ferro».